# Phoenix Pharma
Die Phoenix Pharma SE ist die Konzernobergesellschaft der PHOENIX group, einem Pharmagroßhändler und Apothekenbetreiber  mit Sitz in Mannheim. 
Der Konzern gehört zur Merckle Unternehmensgruppe.

## Geschichte
Anfang der 1990er Jahre kaufte sich Adolf Merckle verstärkt bei regionalen Pharmagroßhändlern ein. Im Oktober 1994 schloss er die F. Reichelt AG (Hamburg), Otto Stumpf GmbH (Berlin), Ferd. Schulze GmbH (Mannheim), Otto Stumpf AG (Nürnberg) und Hageda AG (Köln) zur Phoenix AG zusammen. Die einzelnen Pharmagesellschaften bestehen teilweise noch heute als Verpachtungs- und Finanzgesellschaften der Familie Merckle.
Merckle ernannte den Wirtschaftsanwalt Bernd Scheifele zum Vorsitzenden. Bereits 1995 war es in Italien, Ungarn und den Niederlanden aktiv. 1999 stieg die Mitarbeiterzahl erstmals auf über 10.000. 2001 wurden zwei Drittel des Umsatzes im Ausland erwirtschaftet. Bis zur Jahrtausendwende kamen die Schweiz, Tschechien und das Vereinigte Königreich hinzu.
Während die Geschäfte in Frankreich, im Vereinigten Königreich und auch im Baltikum weiter ausgebaut wurden, gab Phoenix das Großhandelsgeschäft in Polen wieder auf. 2011 entstand die Unternehmensmarke für den Einzelhandel, die Benu-Apotheken gibt es heute in 9 europäischen Ländern.
2016 übernahm die niederländische Brocacef Groep, ein Joint-Venture von Phoenix und Celesio (McKesson Europe), rund 500 Mediq-Apotheken in den Niederlanden. 2018 erfolgte die Übernahme des rumänischen Pharmagroßhändlers Farmexim und der landesweiten Apothekenkette Help Net Farma.
2022 hat die Phoenix group die Akquisition mehrerer Landesgesellschaften von McKesson Europe vollzogen. Damit erschließt die Phoenix group in Belgien, Irland, Portugal und Slowenien neue Gesundheitsmärkte, während sie in Frankreich und Italien ihre Aktivitäten ausbaut.

## Kennzahlen
Phoenix unterhält in den Geschäftsbereichen Pharmagroßhandel und Pre-Wholesale 224 Standorte in Europa. Die deutsche Tochter, Phoenix Pharmahandel GmbH & Co KG, erwirtschaftete 2021/22 einen Umsatz von 10,7 Milliarden Euro. Das Unternehmen ist mit 19 Vertriebszentren am deutschen Markt präsent. In 17 Ländern ist Phoenix im Einzelhandel aktiv. Unter den Marken Benu, Apotek 1, Rowlands Pharmacy, HelpNet und Lloyds betreibt die Gruppe über 3.200 eigene Apotheken.

## Wissenschaftspreis
Mit dem „Wissenschaftspreis“ prämiert Phoenix seit 1996 die besten wissenschaftlichen Arbeiten der universitären pharmazeutischen Grundlagenforschung aus dem Bewerberkreis im deutschsprachigen Raum. Der Preis bezieht sich auf innovative und qualitativ hervorragende Originalarbeiten mit pharmazeutischer Relevanz in den Gebieten: Pharmakologie und Klinische Pharmazie, Pharmazeutische Biologie, Pharmazeutische Chemie und Pharmazeutische Technologie. Der Preis ist mit insgesamt 40.000 Euro dotiert, so dass die beste Arbeit in jedem der vier Fachgebiete mit 10.000 Euro ausgezeichnet wird.